# روم (جزين)
بلدة روم هي إحدى البلدات التابعة لقضاء جزين التابع لمحافظة الجنوب في لبنان. يبلغ ارتفاع بلدة روم ٨٩٠ متر عن سطح البحر  يبلغ عدد سكان البلدة 4000 نسمة تقريباً، وتبعد عن مدينة صيدا 20 كم، وعن مدينة بيروت 60 كم. يوجد بها كنيسة (مار مارون)، وكنيسة (مار جرجس للروم الكاثوليك) ومقام (للنبي يعقوب) وحسينية.
بلدة روم مميزة بفن العمارة والمناظر الطبيعية وكروم العنب والتين والزيتون. من الروم المطران (حجار) مطران فلسطين، والذي لقب «بمطران العرب». كما زارها الإمام (موسى الصدر) وأثنى التعايش الإسلامي المسيحي الذي يجمع أبناء روم الموارنة والشيعة والكاثوليك.